# سورن هاروتیونیان (تاریخ‌نگار ادبی)
سورن سوقومونی هاروتیونیان (ارمنی: Սուրեն Սողոմոնի Հարությունյան؛ زاده ۳۰ اکتبر ۱۹۰۹ - درگذشته ۶ دسامبر ۱۹۸۹) تاریخ‌نگار ادبی، تئاترشناس، استاد اهل ارمنستان بود. وی بین سال‌های - تا - میلادی فعالیت می‌کرد.

## زندگی‌نامه
وی در ۱۲ نوامبر [سبک قدیمی: ۳۰ اکتبر] ۱۹۰۹ در باتومی در به دنیا آمد و از دانشکده تاریخ دانشگاه دولتی ایروان (۱۹۳۱) فارغ‌التحصیل گشت. عضو اتحادیه نویسندگان شوروی از ۱۹۳۴ بود. وی در های‌فیلم (۱۹۳۲–۱۹۳۴)، انستیتو دولتی هنری و نمایشی ایروان(۱۹۴۴–۱۹۷۸)، انجمن موسیقی ارمنیان تفلیس (۱۹۴۷-۱۹۴۹)، Լիտերատուրնայա Արմենիա (Literary Armenia) (۱۹۷۲-۱۹۷۳) و تالار آکادمی ملی اپرا و باله آلکساندر اسپنداریان فعالیت می‌کرد. وی همچنین برنده جوایزی همچون نشان ستاره سرخ، نشان برجسته افتخار و چهره هنری شایسته ارمنستان شوروی () شد. وی در ۶ دسامبر ۱۹۸۹ در سن ۸۰ سالگی در ایروان درگذشت.

## یادداشت
1. ↑  թատերագետ